# NBA特殊條款
在NBA聯盟中，聯盟為了嚇阻各球團毫無限制地灑錢來網羅明星球員，所以定訂了球隊的薪資上限，任何球隊只要球員總薪資超過此上限，就不可以再簽下任何自由球員。但是只要球員符合某些特殊條款的需求，則球隊可以以無視薪金上限的方式來簽下任何自由球員，這類特殊條款就是屬於NBA特殊條款。

## NBA所有特殊條款

### 三鳥條款
- 拉里·伯德條款（Larry Bird exception）
- 早鳥條款（Early Bird exception）
- 非鳥條款（Non-Bird exception）

### 其他條款
- 中產階級條款（Mid-Level Salary exception）
- 一百萬特例（One-Million exception）（Bi-Annual exception）
- 底薪特例（Minimum Salary Exception）
- 新秀條款（Rookie Exception）
- 傷兵條款（Disabled Player Exception）

## 外部連結
- NBA Salary Cap 101 （页面存档备份，存于）。（英文）
- NBA Players' Association CBA page 。（英文）
- NBA salary cap FAQ。（英文）